# Инесис
И́несис (латыш. Inesis, также И́нешское озеро) — озеро в Инешской волости Вецпиебалгского края Латвии. Расположено на Видземской возвышенности в котловине, имеющей ледниковое происхождение. Площадь поверхности — 5,19 км². Наибольшая глубина — 4,9 метра при средней, равной 2,8 метра. Высота водного зеркала — 194,7 метра над уровнем моря. Период полного водообмена озера составляет 1 год.
На территории озера имеется семь островов общей площадью 4,9 га и несколько отмелей, которые здесь называют горами. Береговая линия имеет протяжённость 15,4 км, вместе с островами — более 18 километров. Дно во многих местах покрыто илом, в заливах сапропель достигает 3,5 м в толщину.
В озеро впадают реки Пильупе и Ласкате и вытекает — Орисаре, впадающая в Сусталу. Насчитывается 12 видов рыб. Природный заказник «Спроги» включает в себя одноимённый полуостров и острова озера.